# Động đất Tōnankai 1944
Động đất Tōnankai 1944 (1944年東南海地震 1944-Nen tōnankaijishin) là trận động đất xảy ra vào lúc 13:35 (JST), ngày 7 tháng 12 năm 1944. Trận động đất có cường độ 8.1 richter, tâm chấn độ sâu khoảng 40 km. Động đất đã gây ra một cơn sóng thần rất lớn từ 8-10 m, gây thiệt hại nghiêm trọng dọc theo bờ biển của tỉnh Wakayama và vùng Tōkai. Hậu quả trận động đất đã làm 1.223 người chết, 2.135 người bị thương.